# Notberg
Informații suplimentare: Nothberg
Notberg este un munte cu altitudinea de 1.049 m deasupra n.m. situat la Guggenbach în apropiere de comuna Übelbach din Steiermark, Austria. Muntele aparține de lanțul sudic al masivului Gleinalpe (1.991 m) care se întinde pe o lungime de 30 km în nord-vestul landului Steiermark. În regiunea muntelui Notberg, s-au descoperit zăcăminte de minereuri neferoase și exită mine unde s-a  exploatat plumb, zinc și argint.